# Павленко, Юрий Алексеевич
Юрий Алексеевич Павленко (укр. Юрій Олексійович Павленко; род. 20 марта 1975, Киев) — украинский политик, народный депутат Украины.
Министр Украины по делам семьи, молодёжи и спорта (18 декабря 2007 — 3 марта 2010), уполномоченный Президента Украины по правам ребёнка (11 августа 2011 — 24 февраля 2014), член Совета НС «Наша Украина» (с марта 2005), член президиума Совета НС «Наша Украина» (с декабря 2006), член Совета национальной безопасности и обороны Украины (с 25 мая 2007). Народный депутат Украины IV, V, VI, VIII, IX созывов.

## Биография
Родился в Киеве. Мать родом из Житомирской области, а отец — из Черниговской, познакомились во время учёбы в Прилуцком мелиоративном техникуме.
Женат, жена — Юлия Викторовна Евсеева, 1978 г.р. Вдвоём воспитывают 2 сыновей. Юрий Павленко является младшим двоюродным братом украинской певицы Марии Бурмаки.

## Образование
- Киевский национальный университет имени Тараса Шевченко, исторический факультет (1992—1997), историк, преподаватель истории;
- Украинская академия государственного управления при Президенте Украины (1997—1999), магистр государственного управления.
- Национальный юридический университет имени Ярослава Мудрого (2010—2014), диплом с отличием по специальности «Правоведение», юрист;
- кандидат философских наук (2010).

## Карьера
- 1991—1992 — председатель молодёжного объединения «ГМП».
- 1993—1994 — заместитель председателя Киевской городской организации СУС.
- 1994—1996 — корреспондент информационного отдела УРП.
- С июня 1994 — депутат Харьковского райсовета нар. деп. г. Киева.
- Январь — май 1995 — главный администратор фестиваля «Украина. Весна. Славутич», фирма «Зинтеко».
- Июнь — сентябрь 1995 — заведующий отделом по связям с общественностью, художественный центр «Терен».
- Октябрь 1995 — март 1997 — журналист, комментатор, ведущий на студии «TV-Табачук».
- Июль — октябрь 1997 — руководитель отдела проектов СП «Ай Пи Киев».
- март 1998 — кандидат в народные депутаты Украины, избирательный округ № 144, Полтавской обл. Проявления. 67,4 %, по 1,6 %, 9 место из 27 претендентов. На время выборов: слушатель Академии государственного управления при Президенте Украины, член Христианско-демократической партии Украины (ХДПУ).
- март 1998 — кандидат в нардепы Украины от ХГПУ, № 25 в списке.
- сентябрь 1998 — сентябрь 1999 — директор ООО «Евро вижн плюс».
- июль 2000 — декабрь 2001 — специалист по связям с общественностью, ОАО «„ПБК“ Славутич».
- 4 февраля — 1 марта 2005 — Министр Украины по делам семьи, детей и молодёжи.
- 1 марта 2005 — 29 ноября 2006 — Министр Украины по делам семьи, молодёжи и спорта.
- Август 25 декабря 2006 — советник Президента Украины Виктора Ющенко.
- 26 декабря 2006 — 17 октября 2007 — председатель Житомирской облгосадминистрации.
- октябрь 2007 — декабрь 2007 — народный депутат Украины VI созыва.
- декабрь 2007 — март 2010 — министр Украины по делам семьи, молодёжи и спорта.
- Август 2010 — август 2011 — Председатель Совета экспертов по развитию местного самоуправления, ОО «Институт социально-экономического развития».
- Август 2011 — Уполномоченный Президента Украины по правам ребёнка.
- 2014 — член Оппозиционного блока.

Вице-президент Международной ассоциации внешней политики (с июня 1996). Председатель Союза христианско-демократической молодёжи Украины (май 1995—1999). Председатель Организации политического развития — Молодёжная партия Украины (с 2000 — Молодёжная партия Украины) (апрель 1999 — март 2005). Член президиума Совета НС «Наша Украина» (март — ноябрь 2005). Председатель Всеукраинской молодёжной общественной организации «Молодёжный Союз Наша Украина» (октябрь 2005 — ноябрь 2006) Представитель Украины в Исполнительном совете Детского фонда ООН (ЮНИСЕФ) (с июня 2005), председатель наблюдательного совета Государственного фонда содействия молодёжному жилищному строительству. Государственный служащий 1-го ранга (декабрь 2006).
Народный депутат Украины 6-го созыва с ноября по декабрь 2007 от блока «Наша Украина — Народная самооборона», № 7 в списке. На время выборов: председатель Житомирской облгосадминистрации., член НСНУ. член фракции Блока «Наша Украина — Народная самооборона» (ноябрь — декабрь 2007). Сложил депутатские полномочия 19 декабря 2007 года.
Народный депутат Украины 5-го созыва с апреля по сентябрь 2006 года от Блока «Наша Украина», № 22 в списке. На время выборов: Министр Украины по делам семьи, молодёжи и спорта, молодёжи и спорта, член НСНУ. член Комитета по вопросам семьи, молодёжной политики, спорта и туризма (с июля 2006), член фракции Блока «Наша Украина» (с апреля 2006). Сложил депутатские полномочия 12 сентября 2006 года.
Народный депутат Украины 4-го созыва с апреля 2002 по март 2005 года от блока В.Ющенко «Наша Украина», № 40 в списке. На время выборов: председатель Молодёжной партии Украины, член Молодёжной партии Украины. член фракции «Наша Украина» (с мая 2002), секретарь Комитета по вопросам молодёжной политики, физической культуры, спорта и туризма (с июня 2002). Сложил депутатские полномочия 3 марта 2005 года.
Выступил с законодательными инициативами о принятии Национальной программы обеспечения молодёжи жильем на 2003—2012 годы, начало Премии Верховной Рады Украины за вклад молодёжи в становление демократического, социального, правового государства. Стал инициатором двух законопроектов — о внесении изменений в некоторые законодательные акты Украины (относительно усыновления детей-сирот и детей, лишённых родительской опеки) и О внесении изменений в Закон Украины «О государственной помощи семьям с детьми» (относительно размера помощи на детей, находящихся под опекой или попечительством), был соавтором многих других.
В феврале 2005 года Юрий Павленко назначен Министром семьи, детей и молодёжи. Вскоре после реорганизации ведомства, в сентябре 2005 года назначен на должность Министра Украины по делам семьи, молодёжи и спорта. На эту же должность был избран в декабре 2007 года, продолжив начатые в 2005 году реформы, занимал её до марта 2010 года.
Ключевые реформы, введённые за время руководства Юрием Павленко Министерством, касались всех направлений работы ведомства. Это начало реформы интернатных учреждений и развития семейных форм воспитания детей-сирот и детей, лишённых родительской опеки; преодоления детской беспризорности, создание европейской модели защиты прав ребёнка, введение соответствующего правового поля, проведение в 2006 Года защиты прав ребёнка, а в 2008 году Года поддержки национального усыновления и других форм семейного воспитания дало значительные результаты.
С 2005 до 2010 года вдвое увеличились годовые показатели усыновления гражданами Украины детей-сирот и детей, лишённых родительской опеки. В течение 2009 года украинская усыновили более 2 300 детей — наибольшее за всю историю независимой Украины. В течение пяти лет существенно увеличилось количество детей-сирот, взятых под опеку, в 15 раз возросло число устройства детей в приемные семьи и детские дома семейного типа. Для сравнения: в 2004 году в эти формы семейного воспитания устраивалась лишь 121 ребёнка, в 2009 году — уже 1895 детей-сирот и детей, лишённых родительской опеки. Благодаря развитию семейных форм воспитания, существенно сократилось количество детей, воспитывающихся в интернатных учреждениях.
В 2009 году был принят «Национальный план действий относительно реализации Конвенции ООН о правах ребёнка» на период до 2016 года — ключевой документ, которым охране детства на Украине является стратегическим общенациональным приоритетом, вступила в действие финансовая поддержка семей усыновителей, приемных родителей, родителей-воспитателей детских домов семейного типа.
За время управления Юрием Павленко Министерством благодаря эффективной политике государства в области улучшения демографической ситуации, в частности, через принятие и реализацию «Стратегии демографического развития Украины на 2006—2015 годов» закрепилась тенденция к росту рождаемости и улучшения демографической ситуации на Украине. В 2008 году количество новорождённых составляло 510,6 тысяч, что на 8 % больше предыдущего года на 35,6 % ─ 2001 года, когда спад рождаемости в стране достиг своего пика (376, 5 тысяч). А в течение 2009 года на Украине родилось около 520 тысяч детей, что является наивысшим показателем рождаемости за последние 17 лет.
Ключевой акцент в контексте реформы семейной политики был сделан на поддержку многодетных семей. В 2009 г. по инициативе Министерства был принят, а в 2010 году вступил в действие Закон «О внесении изменений в некоторые законодательные акты Украины по вопросам социальной защиты многодетных семей».
За последние годы была активизирована работа относительно присвоения почетного звания «Матери-героини». Если по итогам 2004—2007 годов звания «Мать-героиня» получили 2 059 женщин, в 2008 — 3 002 человека, то в течение 2009 года такое звание присвоено 17 912 женщинам. А вообще это почетное звание носят сегодня более 71439 украинских матерей.
В 2007 году постановлением Кабинетом Министров Украины по инициативе Министерства была утверждена «Государственная программа поддержки семьи на период до 2010 года».
Во времена руководства Юрием Павленко Министерством организации Украины существенно повысили свой международный рейтинг. В частности, украинский молодёжный форум получил статус кандидата в члены самой «европейской зонтичной организации» — Европейский молодёжный Форум. Национальная организация скаутов Украины официально признана полноправным членом Всемирной организации скаутского движения. Интеграции молодёжных организаций способствовала также VIII конференция министров по делам молодёжи (октябрь-2009, Киев), на которой в принятом Киевской декларации были определены приоритеты европейской молодёжной политики до 2020 года.
Утверждена Концепция национально-патриотического воспитания молодёжи.
С принятием в 2009 году Закона Украины об оздоровлении началась реформа системы оздоровления и отдыха украинских детей. Реформа предусматривает урегулирование и стандартизации услуг во всех оздоровительных заведениях страны, созданию Государственного реестра оздоровительных учреждений. Принятые законы о государственной поддержке двух главных здравниц страны — МДЦ «Артек» и УДЦ «Молодая гвардия».
За пять лет под руководством Юрия Павленко команда Министерства подготовила ключевые реформы, необходимые спортивной отрасли — развития детско-юношеского спорта, спорта высших достижений, массового спорта, системы обновления спортивных сооружений. Завершена работа над эффективной системой привлечения широких слоёв населения к занятиям физической культурой и спортом. В 2009 году принят ключевой закон области — новая редакция Закона Украины «О физической культуре и спорте».
В 2009 году началась реформа физического воспитания в учебных заведениях, является основой системы формирования здоровой нации. Новая политика физического воспитания в учебных заведениях предусматривать увеличение количества часов двигательной активности для школьников и студентов.
Стартовала реформа системы детско-юношеских спортивных школ — это почти 1800 школ, в которых учатся бл.700 тыс. детей, более 10 лет находились вне закона и нормативными документами Кабинета Министров. После принятия Положения о детско-юношескую спортивную школу уже с 1 сентября 2009 года началась аккредитация, проверка и предоставление соответствующих статусов, а также внедрение системы финансовой поддержки детско-юношеских спортивных школ. На сегодня 180 школ имеют высшую категорию, из них 169 получили статус — «специализированная». Следующий этап — материально-техническое переоснащение ДЮСШ.
Во времена управления Юрия Павленко Министерством Украины по делам семьи, молодёжи и спорта украинские спортсмены показали рекордные результаты на Олимпийских Играх (Пекин, 2008) — 27 медалей и 11 место в неофициальном командном зачете, XIII Паралимпийских Играх (Пекин, 2008) — 74 медали, четвёртое место, XXI летних Дефлимпийских играх (Тайбэй, 2009) — 67 медалей, второе командное место. Количество медалей, полученных на протяжении 2009 года, также стала рекордной за время независимости — 399 медалей в корзинах по олимпийским и не олимпийским видам спорта.
Были созданы все условия для реализации проектов, связанных с подготовкой Украины к чемпионату Европы 2012 года по футболу. Благодаря полученному уникальному опыту, новой системе принятия решений, слаженности команды, спортивная инфраструктура получила наивысшую оценку экспертов УЕФА. Оценку работе команды поставил исполком УЕФА в декабре 2009 года, официально утвердив четыре принимающих города чемпионата — всех претендентов от Украины: Киев, Донецк, Львов и Харьков, а также проведение финала в г. Киев. Украина доказала, что способна выполнить проект вовремя и по самым высоким европейским стандартам.
В 2007 году, во время руководства Житомирской областной государственной администрации были созданы основные условия для успешного развития региона. Так, по темпам социально-экономического развития Житомирская область в течение указанного периода с 20 места среди регионов Украины поднялась на 8 позицию.

## Государственные награды
- Орден «За заслуги» III ст. (26 июня 2008)[2]
- Заслуженный работник физической культуры и спорта Украины (13 октября 2008) — за обеспечение высоких спортивных результатов и успешное выступление национальных сборных команд Украины на XXIX летних Олимпийских играх и XIII летних Паралимпийских играх в Пекине[3]
- Награждён Орденом чести в апреле 2006 года (Грузия).

Владеет английским языком.